# 슈퍼볼 XLIV
슈퍼볼 XLIV(Super Bowl XLIV)는 2010년 2월 7일 마이애미의 선라이프 스타디움에서 열린 제44회 수퍼볼이다. 아메리칸 풋볼 콘퍼런스의 우승팀 인디애나폴리스 콜츠와 내셔널 풋볼 콘퍼런스의 우승팀 뉴올리언스 세인츠가 붙어 31 - 17로 뉴올리언스 세인츠가 인디애나폴리스 콜츠를 이기고 팀 최초로 우승을 차지했다.